# Lore Stefanek
Lore Stefanek (* 1943 in Bratislava) ist eine österreichische Theaterschauspielerin und Theaterregisseurin.

## Leben
Nach dem Abitur absolvierte sie 1961 bis 1964 ein Schauspielstudium am Max-Reinhardt-Seminar in Wien. Von 1961 bis 1964 war sie am Landestheater Linz engagiert, von 1966 bis 1968 am Stadttheater Pforzheim.
1968 erhielt sie ein Engagement an den Städtischen Bühnen Heidelberg, wo sie bis 1970 blieb. 1970 bis 1972 war sie am Staatstheater Braunschweig und am Staatstheater Darmstadt verpflichtet.
1972 bis 1979 war sie Mitglied im Ensemble des Schauspiels Frankfurt, unter anderem in Edward Bonds Stücken Lear (1972) und Die See (1974), sowie als Frau John in Die Ratten (1973), Jokaste in König Ödipus und Ismene in Antigone (jeweils 1979). 1979 gab sie auch ihr Regiedebüt mit Jean Genets Die Zofen.
Von 1979 bis 1984 stand sie am Schauspielhaus Bochum unter Vertrag. Seit 1984 ist sie freischaffende Schauspielerin und Regisseurin. Sie inszenierte unter anderem am Theater in Freiburg im Breisgau, am Theater Oberhausen, dem Maxim-Gorki-Theater, für die Freie Volksbühne Berlin  sowie am Deutschen Schauspielhaus in Hamburg.
1989 war sie in Darmstadt bei ihrer Uraufführung von Gerlind Reinshagens Tanz, Marie! selbst in der Titelrolle zu sehen. Im Fernsehen erschien sie in der Regel nur im Rahmen von Theaterübertragungen. Ihre Mitwirkung in dem Kriminalfilm Schnelles Geld (Der lange Schatten eines Morgens) blieb eine Ausnahme. Von 1993 bis 2001 war sie Professorin an der Hochschule für Schauspielkunst „Ernst Busch“ Berlin.
In Elfriede Jelineks Stück „Winterreise“ spielte sie im September 2011 die Hauptrolle im Bockenheimer Depot der Städtischen Bühnen Frankfurt in Frankfurt am Main. 2021 ist sie in den Stücken "Der Deutsche Mittagstisch" und "Der König stirbt" unter der Regie von Claus Peymann im Theater in der Josefstadt in Wien zu sehen.
Im Februar 2021 war Stefanek Teil der Initiative #ActOut im SZ-Magazin, zusammen mit 184 anderen lesbischen, schwulen, bisexuellen, queeren, intergeschlechtlichen und transgender Personen aus dem Bereich der darstellenden Künste.

## Filmografie
- 1970: Fräulein Julie
- 1981: Die Heilige Johanna der Schlachthöfe
- 1981: Schnelles Geld
- 1982: Hohn der Angst
- 2006: Hedda Gabler
- 2019: Ein starkes Team –  Eiskalt (Fernsehreihe)
- 2020: Frühling – Keine Angst vorm Leben (Fernsehreihe)
- 2020: Ein Sommer an der Moldau (Fernsehfilm)
- 2020: Der Usedom-Krimi: Schmerzgrenze
- 2023: Schlamassel

## Hörspiele
- 1969: Herbert W. Franke: Zarathustra kehrt zurück – Regie: Andreas Weber-Schäfer
- 2013: E. M. Cioran: Vom Nachteil, geboren zu sein – Regie: Kai Grehn (Hörspiel – SWR)

## Auszeichnungen
- Deutscher Schauspielpreis 2024: Auszeichnung in der Kategorie Schauspieler in einer dramatischen Nebenrolle für Schlamassel[5]